# Silvia Penide
Silvia Penide (La Coruña, 26 de julio,1979) es una autora e intérprete de canciones española. Cuenta con siete trabajos discográficos, de estilo pop acústico.

## Historia
Comenzó a tocar la guitarra con 13 años, y enseguida comenzó a componer. En 1997 autoeditó su primera maqueta, Alicerce. Repitió el formato con Azul (1999) y Mundo de cuerdos (2001).
Silvia Penide es una autora e intérprete de canciones muy directas que conectan con el público y que empiezan a ver la luz en su primer LP “Kilómetros” (2002), siguen madurando en “Invisible” (2005) y “Desafinante Crónica” (2007) que se cuela en diferentes programas de Radio3 o M80 entre otros.
Con continuos conciertos por toda la Península y en salas de países como Croacia, Italia, Eslovenia,Portugal o Alemania, el universo particular de Penide se nutre de un cada vez mayor número de seguidores fieles a su propuesta.
El suyo es un pop contundente, lleno de matices y muy cuidado.
Tras su EP “Las Erres Dobles” grabado con Juan de Dios Martín, productor entre otros de Amaral y su disco “ANIMAL DE COMPAÑÍA”, Silvia Penide da un paso más allá consiguiendo estar en boca de muchos con buenas críticas y menciones en publicaciones como Mondo Sonoro o Rolling Stone.
Después de haber compartido escenario con artistas de la talla de Annie B. Sweet, Mäbu, Mercedes Peón,... En enero de 2016 estrena “TODO PINTADO DE PLATA” su nuevo trabajo en el que participa como coproductor musical Felix Arias (que es el 50% de “Lovely Luna” junto con Xoel López), grabado por Celso Madriñán (reconocido músico gallego que ha participado como guitarrista en gira con Marlango entre otros) y producido conjuntamente con Arturo Vaquero (Nominado a un Premio Goya a la mejor canción original).
Silvia sigue su ascendente trayectoria tras haber ganado dos veces el "Premio Martín Códax de la Música Gallega” en la categoría Pop/Indie y en la de canción de Autor/a, el Premio "Alas en tus pies" a la Trayectoria Artística, actuar en el “Festival de la Luz” que amadrina Luz Casal y formar parte en Madrid de los “Escenarios Cómplices de Mahou” donde se encontraban grupos como Los Secretos o La Fuga.
En cada concierto destaca su calidad artística y su personal pop de autor que cautiva a un público cada vez más numeroso.
En 2019 edita "El efecto boomerang" donde colabora entre otros Javier Álvarez y actualmente está girando con su disco "Los días de plomo" (2020) compuesto durante el confinamiento con la colaboración de Víctor Manuel y presentando su primer libro para público infantil: "Diferentes Diferencias" ilustrado por Emilio Urberuaga (Ilustrador de "Manolito Gafotas" entre otros) que ha sido galardonado con el Premio Literario Frei Martín Sarmiento 2023.

## Discografía
- 2003: Kilómetros
- 2005: Invisible
- 2007: Desafinante crónica
- 2010: Las Erres Dobles
- 2012: Animal de compañía
- 2014: Reedición Animal de compañía + DVD
- 2016: Todo Pintado de Plata
- 2019: El Efecto Boomerang
- 2021: Los Días de Plomo